# Кольдино
Кольдино — деревня в Муромском районе Владимирской области России, входит в состав Ковардицкого сельского поселения. 

## География
Деревня расположена на берегу реки Илевна в 9 км на юг от центра поселения села Ковардицы и в 7 км на запад от Мурома, остановочный пункт Кольдино на ж/д линии Черусти — Муром. 

## История
Деревня впервые упоминается в окладных книгах Рязанской епархии 1676 года в составе Стригинского прихода, в ней было 18 дворов крестьянских и 3 бобыльских.
В конце XIX — начале XX века деревня входила в состав Ковардицкой волости Муромского уезда, с 1926 года — в составе Муромской волости . В 1859 году в деревне числилось 16 дворов, в 1905 году — 48 дворов, в 1926 году — 85 дворов.
С 1929 года деревня являлась центром Кольдинского сельсовета Муромского района, с 1940 года — в составе Стригинского сельсовета, с 2005 года — в составе Ковардицкого сельского поселения. 

## Население
| 1859 | 1905 | 1926 | 2002 | 2010 | 2012 | 2021 |
| ---- | ---- | ---- | ---- | ---- | ---- | ---- |
| 223  | ↗307 | ↗415 | ↘72  | ↗73  | ↘63  | ↗91  |